# D1坦克
D1坦克（法語：Char D1）是法國於第二次世界大戰前研發的一款輕型坦克，其繼任者是D2坦克。

## 歷史

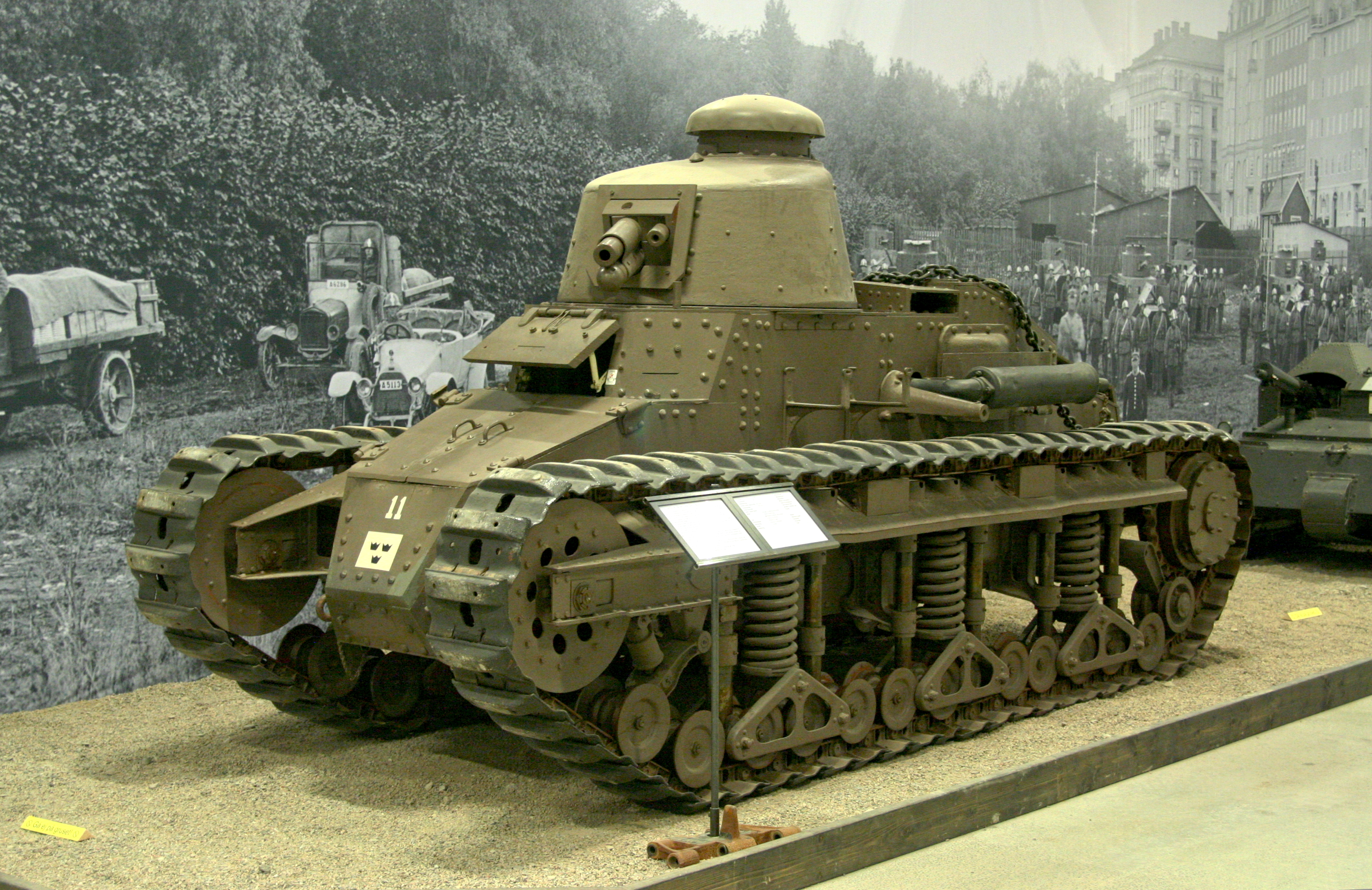
一輛現存的D1坦克的早期型，NC-27

法國人最初於1927年開始對FT-17進行大幅改進的計劃。其原因是有鑑於先前的雷諾NC，其僅在FT-17的基礎上更換了懸掛，火力和裝甲都沒有得到加強。第一輛新式的“NC車”在1928年被研發出來。在實驗後，該款坦克於1929年10月被軍方接受，並被命名爲“D1坦克”。

## 生產
D1坦克的生產最初始於1931年。第一輛D1坦克在該年的10月交付。而最後一輛則是在1935年5月交付的。D1坦克一共生產了160輛。因爲新式的鑄造炮塔的生產遇到問題，作爲權宜之計，最初一批D1坦克安裝的是雷諾FT-17的安裝37mm戰車炮的炮塔。而第一批下線的10輛安裝ST1炮塔的D1則被發現平衡性差，需要增加炮塔後部的配重。而之後的D1坦克均是安裝施耐德ST2炮塔。

## 服役
儘管在1930年代早期，D1是法軍唯一的現代化坦克，但是到了1937年，大部分D1坦克都已經老舊，而且也已經過時。所以，除了留下一部分用作訓練坦克之外，大部分D1坦克被送到了突尼西亞。不過，在1940年，它們又回到了法國，並參加了法國戰役。最終，大部分D1坦克被擊毀，倖存下來的18輛被德軍擄獲。
最初10輛安裝ST1炮塔的D1坦克被用於訓練。

## 性能
它裝備了一門火力更強勁的47mm火炮，並配有同軸機槍。另外，因爲安裝了一臺馬力更足（74匹）的雷諾 25 CV發動機的緣故，最大速度可達到18千米/時。其總體佈局與FT-17相似，但是卻比它大得多且重得多。因爲底盤擴大，所以可以多容納下一名乘員以及無線電臺。

## 他國的使用

### 納粹德國
擄獲而來。德軍將擄獲的D1坦克稱爲“Panzerkampfwagen 732(f)”。

### 日本

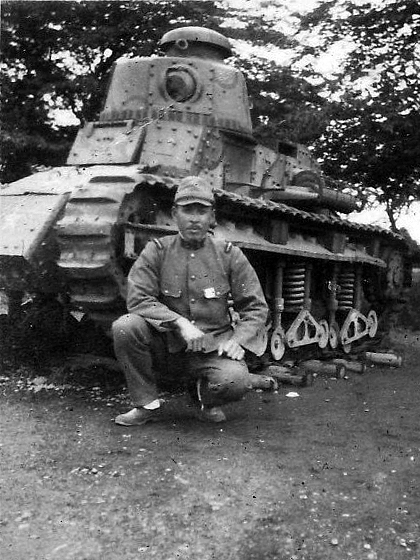
一·二八事變後，日軍戰車兵與雷諾乙型戰車合影

在1929年，有10輛NC-27（D1坦克的早期型）被賣到日本，日軍稱其爲雷諾乙型戰車（日語：ルノー乙型戦車）。

## 現存品
目前，有一輛D1坦克的極早期型原型車（它通常被稱作“NC-27”）在Axvall裝甲博物館中展出。

## 衍生型號
- D2坦克
- D3坦克

## 腳註、來源
1. 1 2 3 4 5  Steven Zaloga. . Osprey Publishing. 18 February 2014: 13–16  [2014-03-23]. ISBN 978-1-4728-0776-2. （原始内容存档于2014-07-01）.
2. 1 2  .   [2014-03-23]. （原始内容存档于2014-10-09）.
3. ↑  .   [2014-03-23]. （原始内容存档于2013-07-08）.
4. ↑  .   [2014-03-23]. （原始内容存档于2014-04-06）.
5. ↑  .   [2014-03-23]. （原始内容存档于2013-10-23）.